# Javier Rodriguez
Javier Rodriguez är en argentinsk tangodansare.
Länge var han partner till Géraldine Rojas men sedan 2005 dansar han med Andrea Missé. Han har inte uppnått lika stora framgångar med sin nya partner.